# SV Blau-Weiß Dingden
Der SV Blau-Weiß Dingden 1920 e. V. ist ein Sportverein aus dem Ortsteil Dingden der Stadt Hamminkeln im Kreis Wesel. Der Verein wurde 1920 als Sportverein gegründet und ist bekannt durch seine erste Volleyball-Frauenmannschaft, die in der 2. Bundesliga Nord spielt.

## Volleyball

### Geschichte
Um 1972 gründete Annette Schmitz die Frauen-Volleyballabteilung. Spielort war zu dieser Zeit die Hauptschul-Sporthalle der Kreuzschule in Dingden. Während 1983 die 1. Männermannschaft aus der Bezirksliga abstieg und sich wenige Jahre später auflöste, stieg die 1. Frauen-Mannschaft in die Landesliga auf. Mit dem Aufstieg konnte man auf Grund der Volleyball-Statuten nicht mehr in Dingden spielen, sondern das Team musste ausweichen in die sechs Kilometer entfernte größere Sporthalle in Hamminkeln. Anfänglich nur mit 50 unterstützenden Fans, wuchs die Zahl der Zuschauer mit jedem Aufstieg im circa 1–2-jährigen Turnus von zwischenzeitlich 150 bis 200 auf 300 bis 400 Fans. Mit dem Aufstieg 1988 in die 2. Bundesliga war aber die neue Halle in Dingden noch nicht fertig. So musste das Team jetzt nach Bocholt umziehen, da die Halle nach dem Reglement in Hamminkeln mittlerweile zu klein war. Erst Mitte der Saison 1988/89 konnte die 1. Frauen-Mannschaft wieder zu Hause in Dingden spielen, und das teilweise vor Rekordkulissen von circa 1200 Besuchern. Nach zwei Jahren stieg das Team wieder ab in die damalige Regionalliga. 2015 gelang der Wiederaufstieg in die zweithöchste Frauenvolleyball-Spielklasse. Damit avanciert bis heute das Frauenvolleyball-Team nicht nur zur erfolgreichsten Mannschaft des Vereins, sondern wurde auch zum erfolgreichsten Frauensport-Team des Kreises Wesel und in der gesamten Region des unteren Niederrheins und des westlichen Westfalen.
Das Team von 1988 war: Abteilungsleiter Hubert Mispelkamp, Heike Bovenkerk, Birgit Schoel, Ingrid Tielkes, Steffi Tepaß, Stefanie Demming, Helga Krämer, Gaby Demming, Trainer Michael Kindermann.
Karin Knipping, Maria Hümmelink, Andrea Vehns, Renate Carstens, Ingrid van Gemmeren
- Erstaufstieg in die 2. Bundesliga 1988
- Saison 1988/89 – Platz 4
- Saison 1989/90 – Platz 11

Die Volleyballabteilung wird seit 1999/2000 von Johannes Dickmann geleitet. Seit 2021 wird sie von Karina Bommers geleitet. Teammanagerin ist Silke Tigler.
Besonderer Wert wird gelegt auf die Förderung der Jugend. Gut 80 % aller Spielerinnen der Zweitliga-Teams kamen aus der eigenen Jugend
- Saison 2021/22 – Platz 9
- Saison 2020/21 – Platz 5 (COVID-19-Saison, keine Zuschauer)
- Saison 2019/20 – Platz 6 (nach Abbruch wegen der Corona-Pandemie)
- Saison 2018/19 – Platz 7
- Saison 2017/18 – Platz 4
- Saison 2016/17 – Platz 6
- Saison 2015/16 – Platz 8
- Wiederaufstieg in die 2. Bundesliga 2015

### 2. Frauenmannschaft
Erstmals stieg das 2. Frauenteam 2018 als Meister der Verbandsliga in die Oberliga auf, die fünfthöchste deutsche Spielklasse. Das Team: Lisa Unland, Tanja Tersek, Linda Overkamp, Ann-Christin Peters, Katharina Schneider, Louisa Baumeister, Jessica Nienhaus, Mira Kruse, Karina Hegering, Ann-Kathrin Krämer, Tanja Buchwald, Lara Kruse, Laur Schlabs, Betreuerin Heike Kruse, Coach Michael Kindermann.

### Jugend
Die unterschiedlichen Altersklassen haben sehr oft an den Westdeutschen Landesmeisterschaften = NRW-Meisterschaften teilgenommen. Die Jugendteams wurden ab 1983 bis heute 18 mal Westdeutscher Landesmeister (Landesmeister NRW) und 25 mal Vizelandesmeister. Dadurch waren 43 Qualifikationen gegeben für die Teilnahmen an deutschen Meisterschaften. Beste Platzierungen bei den deutschen Meisterschaften waren allein viermal dritte Plätze in der Altersklasse U14 (ehemals D-Jugend), jeweils 1986, 1987, 2007 und 2014. 2017 wurde ein siebter Platz in der Altersklasse U18 (ehemals B-Jugend) erzielt.

### Besonderheiten
Katrin Kappmeyer wurde von den gegnerischen Trainern zum Most Valuable Player (MVP) in der Saison 2017/18 der 2. Bundesliga Nord gewählt. Die Spielerinnen bezeichnen sich auch gerne als Spielerinnen aus dem „Volleyballdorf“.

### Highlights
Dingden war von 1989 bis 1997 Volleyball-Landesleistungsstützpunkt des Landes NRW in der weiblichen Jugend mit Stützpunkttrainer Michael Kindermann. Seit 2018 teilt sich der SV BW Dingden den Landesleistungsstützpunkt mit Skurios Borken. Auf Grund des großen Erfolges der Volleyballabteilung konnte 1989 in Bocholt ein Frauen-Freundschaftsländerspiel zwischen Kuba und Nordkorea vor gut 1100 Zuschauern organisiert werden. Die Jugendarbeit war dem WDR 1990 eine Berichterstattung im Rahmen seiner Aktuellen Stunde wert. Die gebürtige Oberhausenerin Esther Stahl wechselte 2003 zum SV Blau-Weiß Dingden. Sie spielte eine Saison in Dingden bis 2004, wechselte dann zum damaligen Zweitligisten Alemannia Aachen, den späteren Ladies in Black Aachen, mit dem sie 2008 in die 1. Bundesliga aufstieg und dann auch Nationalspielerin wurde. Die aus der eigenen Jugend hervorgegangene Spielerin Luisa van Clewe erhielt im Alter von 19 Jahren im Jahr 2022 einen Dreijahresvertrag beim 1. Bundesligisten USC Münster.
Seit der Saison 2020/21 werden alle Spiele aus der Halle im Internet bei sport1extra live übertragen.

## Fußball

### Männer
Die Männermannschaft des SV Blau-Weiß stieg im Jahre 1998 erstmals in die Landesliga auf und hielt sich dort drei Jahre lang. Nach dem Abstieg gelang der direkte Wiederaufstieg, jedoch wurde in der folgenden Saison 2002/03 der Klassenerhalt verfehlt. Nach einer Vizemeisterschaft im Jahr 2007 folgte vier Jahre später der Abstieg in die Kreisliga A. Dort gelang in der Saison 2011/12 der direkte Wiederaufstieg. Im Jahre 2014 mussten die Dingdener erneut in die Kreisliga A absteigen und schafften erst drei Jahre später den Wiederaufstieg. Zurück in der Bezirksliga wurden die Blau-Weißen in der Saison 2018/19 nur aufgrund der schlechteren Tordifferenz Vizemeister hinter Hamborn 07, schafften aber in der Aufstiegsrunde den Sprung in die Landesliga. Dort wurde die Mannschaft unter Trainer Dirk Juch in der Saison 2021/22 Vizemeister hinter dem SV Sonsbeck. Den bis dahin größten Erfolg in der Vereinsgeschichte verbuchten die Dingdener am 11. Mai 2025 durch den 7:0-Auswärtssieg bei Blau-Gelb Überruhr, wodurch nach dem 31. Spieltag der Saison 2024/25 als Tabellenführer der erstmalige Aufstieg in die Oberliga Niederrhein gelang. Am darauf folgenden Spieltag sicherte die Mannschaft durch einen 3:0-Heimsieg gegen den SV Budberg auch vorzeitig die Meisterschaft in der Gruppe 2 der Landesliga Niederrhein.

### Frauen
Die Frauenmannschaft spielte in den 2000er Jahren in der Landesliga Niederrhein und wurde dort in der Saison 2003/04 Vizemeister hinter Blau-Weiß Fuhlenbrock. Nach mehreren Jahren im Mittelfeld der Tabelle rutschte die Mannschaft in den 2010er Jahren in die Abstiegszone und musste im Jahre 2013 in die Bezirksliga absteigen. In der Saison 2013/14 wurde die Mannschaft während der laufenden Bezirksligasaison zurückgezogen. Seitdem stellt der Verein keine Frauenmannschaft mehr. Mit Corina Schröder brachte der SV Blau-Weiß Dingden eine spätere Bundesligaspielerin hervor.

## Weitere Abteilungen
Weitere Abteilungen bei Blau-Weiß Dingden sind Breitensport, Handball, Judo, Lauftreff, Basketball, Tischtennis und Turnen.